# عدد اتمی

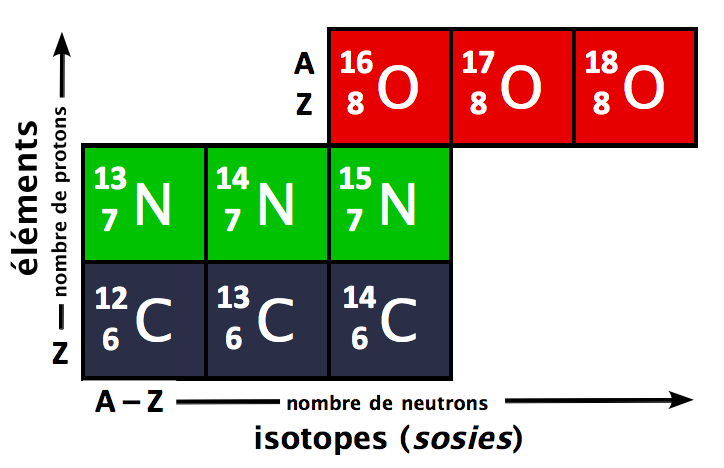
نمایی از ایزوتوپ‌های کربن، نیتروژن و اکسیژن، که براساس عدد اتمی 𝑍 و عدد نوترونی N مرتب شده‌اند.

عدد اتمی (Z) (به انگلیسی: Atomic number)، اصطلاحی است که در شیمی و فیزیک برای بیان تعداد پروتون‌های موجود در هسته اتم به کار می‌رود. در معادلات عدد اتمی را با پروتون برابر در نظر می‌گیریم «p = z» این پدیده و اصطلاح نخستین بار توسط ارنست رادرفورد کشف و ابداع و سپس به کار رفته‌است.
عدد اتمی سمت چپ پایین علامت اختصاری عنصر نوشته می‌شود.
عدد اتمی اصولاً شماره هر عنصر در جدول تناوبی است. وقتی دمیتری مندلیف ، عناصر شیمیایی شناخته شده را بر اساس تشابهات آن‌ها در شیمی مرتب کرد، متوجه شد که قرار دادن دقیق آن‌ها بر اساس جرم اتمی، ناهماهنگی‌هایی را به‌وجود می‌آورد. او متوجه شد که اگر ید و تلوریم بر اساس جرم اتمی خود قرار بگیرند، ترتیبشان غلط به نظر می‌رسد و وقتی در جدول در جای مناسب قرار خواهند گرفت که جابجا شوند. با قرار دادن آن‌ها بر اساس نزدیکتر بودن خواص شیمیایی، شمارهٔ آن‌ها در جدول تناوبی همان عدد اتمی آن‌ها بود. به نظر می‌رسید که این عدد تقریباً با جرم اتم نسبت دارد. اما همان‌طور که تفاوت جرم خواص شیمیایی نشان داد، بازتاب خاصیت دیگری به جز جرم بود.
عجیب بودن این ترتیب، بالاخره بعد از تحقیقات هنری موزلی در سال ۱۹۱۳ تشریح شد. موزلی کشف کرد که ارتباط دقیقی بین طیف بازتاب پرتو ایکس عناصر و محل صحیح آن‌ها در جدول تناوبی وجود دارد. بعداً نشان داده شد که عدد اتمی مساوی بار الکتریکی هسته است. به عبارت دیگر، این شماره شارژ الکتریکی هسته است که خواص شیمیایی عناصر را به وجود می‌آورد و نه جرم اتمی.
در یک اتم بدون بار (شارژ نشده یا خنثی) تعداد الکترون‌ها با عدد اتمی برابر است.
مقدار عدد اتمی Z و تعداد نوترون‌های N، جرم A یک اتم را تشکیل می‌دهد. از آنجا که پروتون‌ها و نوترون‌ها تقریباً دارای جرم یکسانی هستند (و جرم الکترون‌ها برای بسیاری از اهداف و موارد ناچیز است) و نیز نقص جرم اتصال نوکلون‌ها نسبت به جرم هسته، همیشه اندک است، جرم اتمی هر اتم وقتی در یکای جرم اتمی بیان شود واحدهای جرم (ساختن مقداری به نام «توده ایزوتوپی نسبی»)، در حدود ۱٪ از کل عدد A است.